# Verkehrsbetriebe Westfalen-Süd

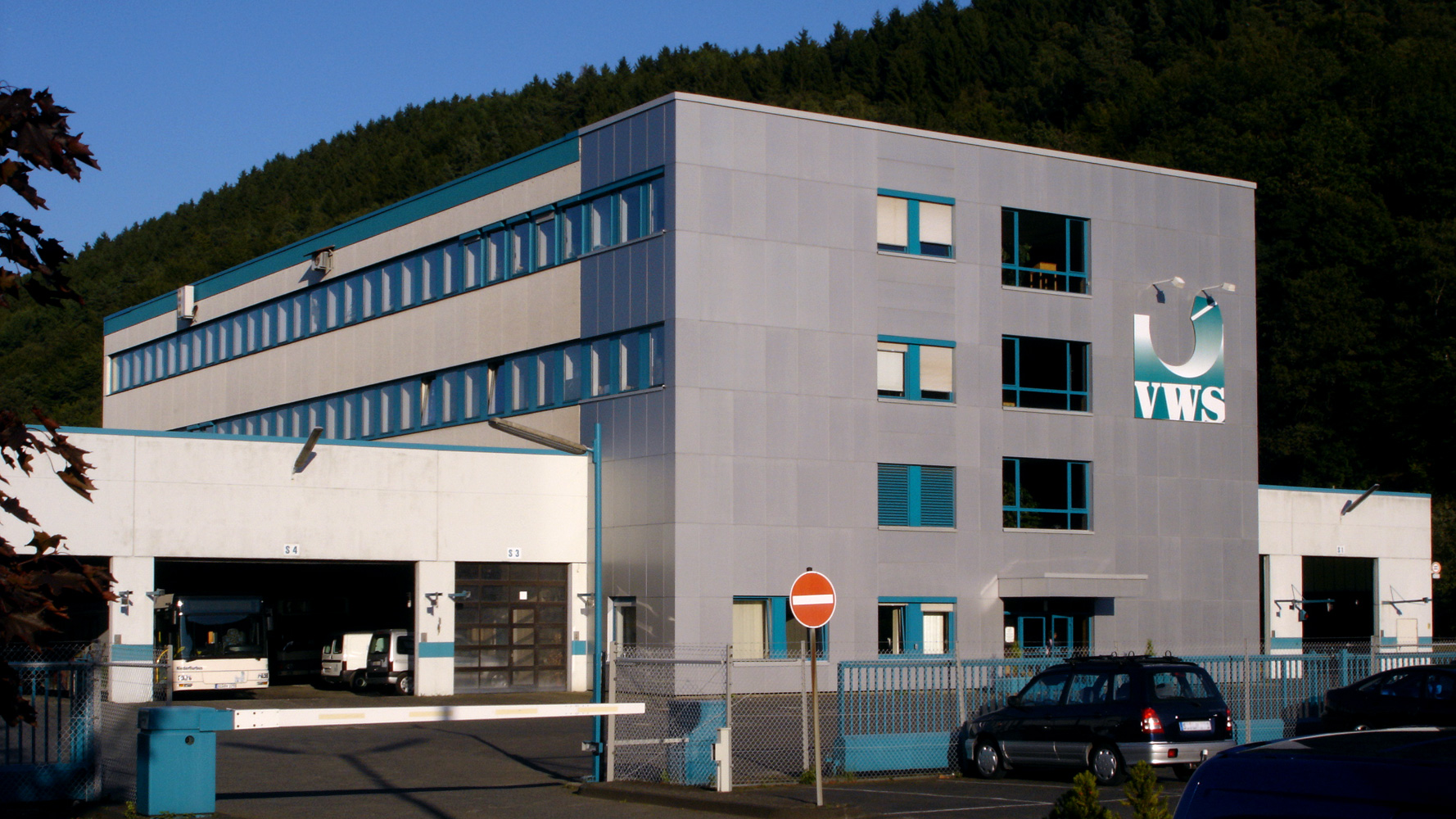
Betriebshof Siegen mit Logo bis 2004

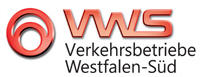
Logo 2005 bis 2008
als Tochter der Stadtwerke Bonn

Die Verkehrsbetriebe Westfalen-Süd GmbH (früher AG), kurz VWS, ist ein Nahverkehrsunternehmen in den Kreisen Siegen-Wittgenstein und Olpe. Sie ist Teilnehmer am Verbund Westfalentarif und befindet sich seit 2012 im Eigentum der WernGroup.

## Geschichte
Die Verkehrsbetriebe Westfalen-Süd entstanden am 12. Januar 1970, als der gesamte Omnibusverkehr der Siegener Kreisbahn ausgegliedert und in die Kraftverkehr Olpe eingebracht wurde. Gleichzeitig wurde der Name des Unternehmens entsprechend geändert. Obwohl die Kreisbahn der größere Partner war, blieb das Unternehmen in das Handelsregister in Olpe eingetragen, der Sitz des Unternehmens wurde jedoch von Olpe nach Siegen verlegt. Beteiligt an der AG waren zu zwei Dritteln die Siegener Kreisbahn, zu 27,67 % der Kreis Olpe und zu 5,67 % die Stadt Lennestadt.
Später ist der Anteil der Stadt Lennestadt an den Kreis Olpe übergegangen, so dass dieser ein Drittel aller Aktien hielt. Im Sommer 2005 verkauften beide Anteilseigner für 3,3 Millionen Euro die VWS rückwirkend zum 1. Januar vollständig an das Verkehrsunternehmen der Stadtwerke Bonn (SWB). Im Eigentum der Stadtwerke Bonn fand 2005 ein Rechtsformwechsel von einer Aktiengesellschaft in eine Gesellschaft mit beschränkter Haftung statt.
Am 19. November 2008 hatte die SWB Bus und Bahn die VWS zum Verkauf ausgeschrieben, und am 26. Februar 2009 wurde bekannt, dass die SWB die VWS rückwirkend zum 1. Januar 2009 an die Transdev SZ aus Neuwied verkauft hatten. In den folgenden Monaten wurde die Firmenzentrale der Transdev SZ schrittweise nach Siegen in die Marienhütte verlegt.
Anfang März 2011 fusionierte die Muttergesellschaft Transdev mit dem französischen Verkehrskonzern Veolia Transport zu Veolia Transdev.
Im Juli 2012 wurde bekannt, dass Veolia ihre Anteile an der VWS-Muttergesellschaft Transdev SZ an das in Siegen ansässige und zur Wern-Group gehörende Unternehmen Regionalverkehr Westfalen-Süd (RWS) verkauft habe. In einem Auslösungsvertrag gingen jedoch alle Töchter der Transdev, außer der VWS und deren Tochterunternehmen Suerlänner, an Veolia. Die Verkaufsgespräche begannen bereits im September 2011. Vereinbart wurde, dass die 227 Mitarbeiter ihre Arbeitsplätze durch eine Job-Garantie bis 2018, dem Vertragsende der damaligen Konzessionierung, behalten konnten.

## Nahverkehrspläne
Aufgrund der Verbesserung der Wirtschaftlichkeit erstellte der Zweckverband Personennahverkehr Westfalen Süd 2016 neue Nahverkehrspläne für die zuständigen Kreise, fasste dabei Linien zu Paketen („Bündeln“) zusammen und schrieb diese Bündel einzeln aus. Die VWS erwarben 2017 alleine die Konzessionen für die Pakete Mitte (Raum Siegen), Ost (Wittgensteiner Land), Süd (Neunkirchen und Burbach), Nordwest (Olpe) sowie Nordost (Raum Lennestadt).

## Betriebshöfe
Die Hauptverwaltung der Verkehrsbetriebe Westfalen-Süd befindet sich im Siegener Stadtteil Eiserfeld. Dort ist auch das größte Fahrzeugaufkommen.
Weitere Betriebsstellen unterhalten die VWS unter anderem in Bad Laasphe, Drolshagen, Lennestadt-Altenhundem, Netphen-Deuz, Olpe und Wilnsdorf.
In der Vergangenheit trennte sich das Unternehmen unter anderem von der Wagenhalle in Hilchenbach-Dahlbruch, die als solche von den VWS nicht genutzt wurde. Im November 1996 hatten die Verkehrsbetriebe das dort ansässige Busunternehmen Schmidt übernommen, das die Konzession auf der heutigen Linie R11 zwischen Kreuztal und Hilchenbach innehatte. Kurz nach der Übernahme wurde die Wagenhalle aufgelöst und die Immobilie vermietet.
Zum Fahrplanwechsel am 22. Dezember 2003 wurde der Betriebshof Buschhütten (ehemalige Straßenbahn) geschlossen. Nach der Übernahme der VWS durch die SWB wurde im April 2006 der Betriebshof Büschergrund bei Freudenberg geschlossen. Fahrzeuge und Fahrer versehen heute ihren Dienst von Siegen aus, vereinzelt wurden auch Fahrer auf Wunsch an andere Dienststellen versetzt.
Die ursprünglich von der Firma Ideal Reisen übernommene Wagenhalle in Kreuztal-Krombach ist inzwischen an den Kraftverkehr Alchetal vermietet, der unter anderem auch im Auftrag der VWS fährt.

## Linien
Die Linien der VWS unterscheiden sich wie folgt:
| Linienart        | Verkehrsraum                 | Besonderheit                                                                                                  | Linien |
| ---------------- | ---------------------------- | --- | --- |
| Ausbildungslinie | alle Ortschaften             | dient dem Schülertransport                                                                                    | |
| Citylinie        | innerstädtisch               | dient der innerstädtischen Erschließung                                                                       | C100 Siegen ZOB <> Eisern ; C101 Siegen ZOB <> Oberschelden (>Gosenbach) ; C102 Siegen ZOB <> Siegen Jung-Stilling-Krankenhaus ; C103 Siegen ZOB <> Siegen Fludersbach (Seilereiweg) ; C104 Siegen Fludersbach (Seilereiweg) <> Siegen ZOB ; |
| Lokallinie       | Nachbarorte                  | dient der Erschließung von Städten und Gemeinden und stellt die Anbindung an den regionalen ÖPNV und SPNV her | |
| Regionallinie    | Nachbarkommune               | dient der Flächenerschließung und der Verbindung der Städte und Gemeinden                                     | |
| Uniexpresslinie  | innerstädtisch               | ermöglicht den schnellen Verkehr zur Universität Siegen                                                       | |
| Schnellbuslinie  | Nachbarstädte                | dient der schnellen Verbindung zwischen Städten und Gemeinden, hält nur an bestimmten Haltestellen            | |
| Taxibus          | alle Ortschaften             | fährt nur auf Vorbestellung zu Zeiten schwacher Nachfrage                                                     | |
| Nachtbuslinie    | Nachbarstädte                | fährt nur in den Nächten von Freitag auf Samstag und Samstag auf Sonntag                                      | |
| Magolves-Linie   | Siegen ZOB – Leimbachstadion | fährt bei Heimspielen der Sportfreunde Siegen zum Stadion                                                     | |

Alle aufgeführten Linienarten werden nur von der VWS und ihren Auftragsunternehmern bedient. Die Linienart lässt nicht zwingend auf die Fahrzeuggröße schließen. So verkehrt z. B. auf der Linie L 164 (Lokalbuslinie, ehemals Taxibuslinie) zu Zeiten erhöhter Nachfrage im Schülerverkehr ein 12-Meter-Linienbus, der nicht vorbestellt werden muss. Dies bildet aber die Ausnahme. Es gibt auch Linien, auf denen Kleinbusse fahren. Diese werden im Fahrplan mit dem Kürzel K kenntlich gemacht und müssen nicht vorbestellt werden.
Die VWS fährt im Bereich des Zweckverbandes Westfalen Süd (ZWS), der als Aufgabenträger auftritt, und gehört der Verkehrsgemeinschaft Westfalen-Süd an.

## Fuhrpark
Die VWS setzt im Linienverkehr Gelenkbusse der Hersteller MAN und Mercedes-Benz sowie Solobusse der Hersteller MAN, Mercedes-Benz und Iveco ein. Zudem sind im Betrieb Bus-Anhänger der Firma Hess im Zusammenspiel mit MAN Solobussen anzutreffen. Diese haben in Kombination 23 m Länge. Der aktuelle Fuhrpark sieht folgendermaßen aus:
| Hersteller    | Typ                         | Baujahr | Anzahl | Fahrzeugnummer der Betreiber | Besonderheit                                   |
| ------------- | --------------------------- | ------- | ------ | ---------------------------- | ---------------------------------------------- |
| MAN           | Lion’s City 12C             | 2020    | 5      | 447-449, 450+451             | Stopp-Start-Automatik (MAN EfficientHybrid)    |
| MAN           | Lion’s City 18C             | 2019    | 3      | 432–434                      | Stopp-Start-Automatik (MAN EfficientHybrid)    |
| MAN           | Lion’s City                 | 2008    | 9      | 211–219                      |                                                |
| MAN           | Lion’s City                 | 2016    | 6      | 387–391, 393                 | Buszug, Wagen 392 brannte 2019 auf der A45 aus |
| MAN           | Lion’s City                 | 2018    | 16     | 406–415, 426–431             |                                                |
| MAN           | Lion’s City                 | 2019    | 7      | 419–425                      | Buszug                                         |
| MAN           | Lion’s City G               | 2008    | 3      | 208–210                      |                                                |
| Mercedes-Benz | O 530 (Citaro)              | 2005    | 10     | 185–194                      |                                                |
| Mercedes-Benz | O 530 (Citaro Facelift)     | 2006    | 7      | 195–202                      |                                                |
| Mercedes-Benz | O 530 (Citaro Facelift)     | 2009    | 10     | 220–229                      |                                                |
| Mercedes-Benz | O 530 G (Citaro Facelift G) | 2006    | 3      | 203–205                      |                                                |
| Mercedes-Benz | O 530 G (Citaro Facelift G) | 2009    | 3      | 230–232                      |                                                |
| Mercedes-Benz | O 530 G (Citaro Facelift G) | 2010    | 10     | 1009, 1011–1019              |                                                |
| Mercedes-Benz | O 530 G (Citaro Facelift G) | 2013    | 7      | 329–336                      |                                                |
| Mercedes-Benz | Citaro 2 G                  | 2015    | 7      | 372–378                      |                                                |
| Iveco         | Crossway LE                 | 2019    | 3      | 416–418                      |                                                |

Zu den hier aufgelisteten Fahrzeugen kommen noch zahlreiche Fahrzeuge von anderen Wern-Unternehmen sowie Auftragsunternehmern.